# Saint-Christophe-du-Luat
Saint-Christophe-du-Luat foi uma comuna francesa na região administrativa da Pays de la Loire, no departamento de Mayenne. Estendia-se por uma área de 19,12 km². Em 2010 a comuna tinha 774 habitantes (densidade: 40,5 hab./km²).
Em 1 de janeiro de 2019, passou a formar parte da nova comuna de Évron.